# Marche d'Espagne
«  Marca Hispanica » redirige ici. Pour les autres significations, voir Marca et Hispanica.
 (avril 2015).
Si vous disposez d'ouvrages ou d'articles de référence ou si vous connaissez des sites web de qualité traitant du thème abordé ici, merci de compléter l'article en donnant les références utiles à sa vérifiabilité et en les liant à la section « Notes et références ».
795–843
Entités précédentes :
- Émirat de Cordoue

Entités suivantes :
- Comtés catalans

La marche d'Espagne ou la Marche hispanique fut la frontière politico-militaire de l'Empire carolingien dans la partie orientale des Pyrénées. Après la conquête musulmane de la péninsule Ibérique, ce territoire fut dominé par l'intermédiaire de garnisons militaires établies en des lieux comme Barcelone, Gérone ou Lérida. Cependant, à la fin du VIIIe siècle, les Carolingiens intervinrent dans le Nord-Est péninsulaire avec l'appui de la population autochtone des montagnes. La domination franque devint effective après la conquête de Gérone (785) et de Barcelone (801). Le territoire gagné sur les musulmans devint la marche d'Espagne, composée par des comtés dépendants des monarques carolingiens. Parmi eux, celui qui joua le plus grand rôle fut le comté de Barcelone.

## Formation

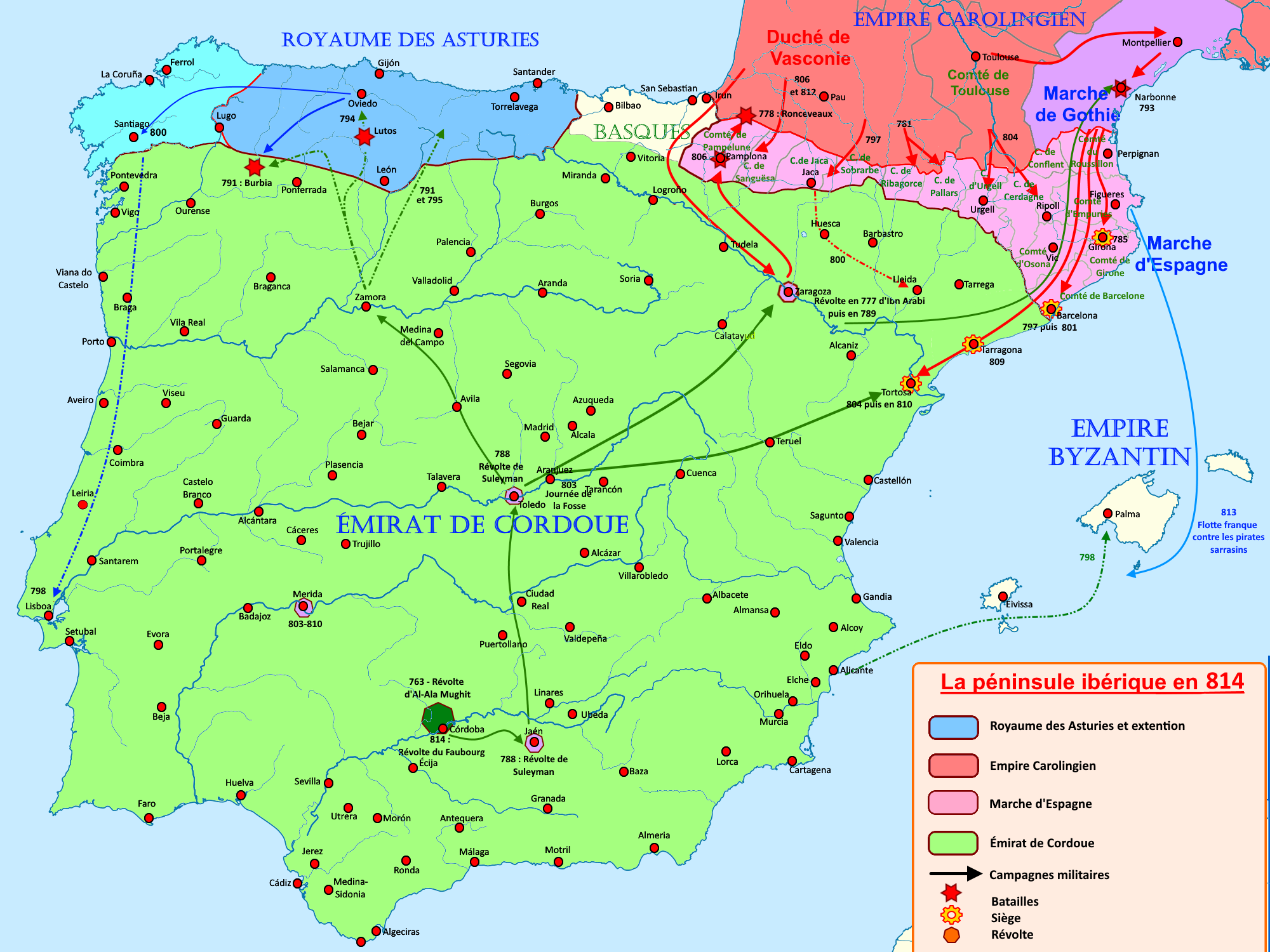
Carte de la péninsule ibérique en 814 avec les campagnes de Charlemagne et la création de la marche d'Espagne.

Initialement, l'autorité comtale repose sur l'aristocratie locale, tribale ou wisigothique, mais l'attitude d'indépendance que celle-ci manifeste immédiatement, oblige les Carolingiens à les remplacer par des comtes d'origine franque. Malgré tout, les liens de dépendance des comtés catalans vis-à-vis de la monarchie franque vont en s'affaiblissant. L'autonomie se renforce avec la revendication des droits de succession pour les familles comtales. Cette tendance est accompagnée par un processus d'unification des comtés jusqu'à former des entités politiques plus grandes. Le comte Guifred le Velu représente cette orientation. Il réussit à réunir sous son autorité une série de comtés et à les transmettre en héritage à ses fils. À sa mort en 897, l'unité se rompt, mais le noyau formé par les comtés de Barcelone, Gérone et Vic se maintient indivis. Autour de ce noyau se forme ensuite la future principauté de Catalogne.
Durant le Xe siècle, les comtes de Barcelone renforcent leur autorité politique. En 988, profitant de la substitution de la dynastie carolingienne par la dynastie capétienne, le comte de Barcelone, Borrell II, ne prête pas serment de fidélité au roi franc, alors qu'il en a reçu l'injonction par écrit. Ce geste est interprété comme le point de départ de l'indépendance de fait de la Catalogne. Le 11 mai 1258, Jacques Ier le Conquérant, roi d'Aragon, signe avec le roi de France Louis IX le traité de Corbeil, date à laquelle la Catalogne devient réellement une partie de la couronne d'Aragon.

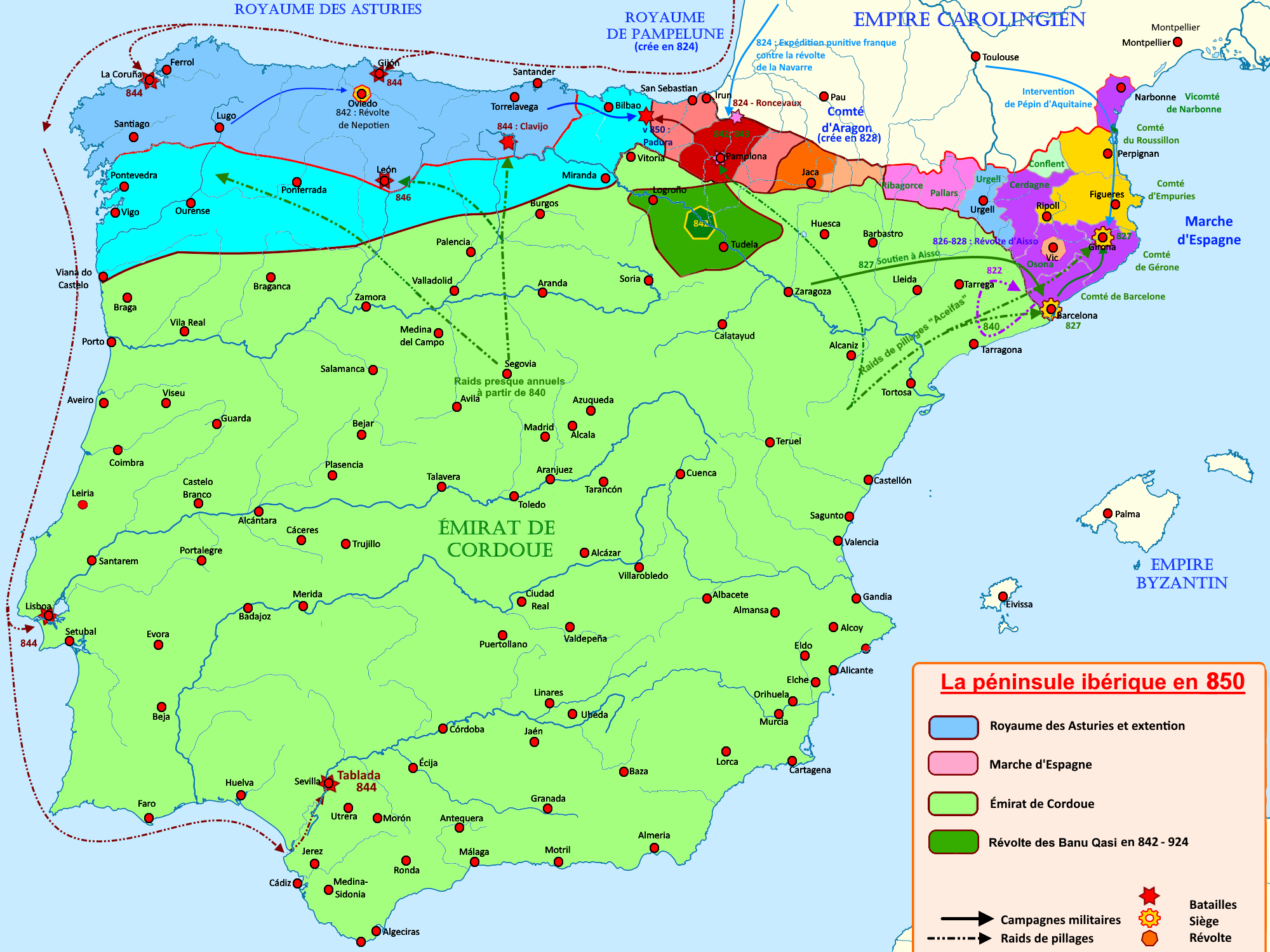
La marche d'Espagne de 814 à 850

Marche hispanique est le nom par lequel, durant le IXe siècle, on désigne, globalement, les comtés catalans. Actuellement[Quand ?], pour faire référence à l'antique Marche hispanique, on utilise également l'expression comtés catalans.[réf. nécessaire]

## Origines des comtés catalans
Immédiatement après la conquête carolingienne, dans les territoires dominés par les Francs, on rencontre la mention de quelques districts politico-administratifs — Pallars, Urgell, Barcelone, Gérone, Osona, Empúries, Roussillon — qui reçoivent le nom de comté. Il existe d'autres circonscriptions plus petites : pagus, comme Berga ou Vallespir.
L'origine de ces comtés ou pagus remonte à des époques antérieures aux Carolingiens, comme l'indique la fréquente coïncidence entre leurs limites et celles des territoires des antiques tribus ibères ; par exemple, le comté de Cerdagne correspond au pays des Cerretains, celui d'Osona à celui des Ausétans, et le pagus de Berga à celui des Bergistains (ca) ou Bargusis. En conséquence, ces territoires, nécessairement, ont dû avoir une entité politico-administrative au temps des Romains et des Wisigoths, bien que n'étant pas appelés comtés, et n'ayant pas été gouvernés par des comtes à l'époque des rois de Tolède ; au temps de la monarchie wisigothe, les comtes sont situés hiérarchiquement au-dessous des ducs, la plus haute autorité provinciale ; les comtes gouvernent seulement les cités, limitant leur autorité exclusivement à la zone urbaine, souvent délimitée par des murailles, ce qui exclut le district rural dépendant de la cité. Par conséquent, pour organiser les territoires gagnés au sud des Pyrénées, les Francs ne créent aucune entité, se limitant à conserver celles déjà établies par la tradition ethnique et culturelle du pays.

## Énumération des comtés de la Marche

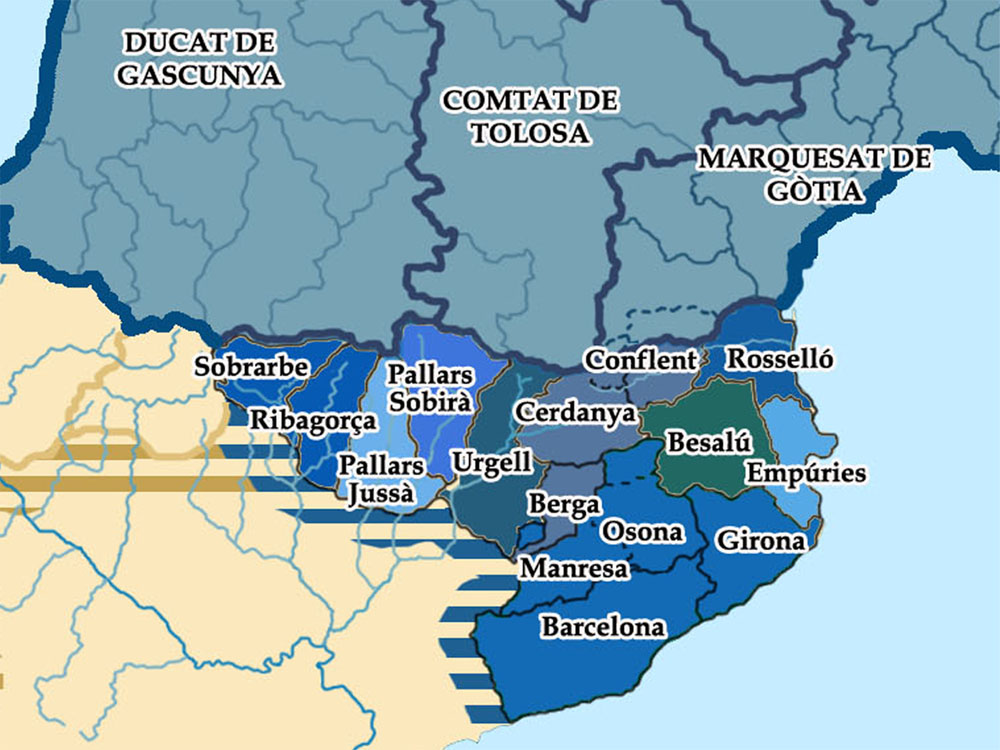
Les comtés de la Marche d'Espagne indépendants au XIe siècle.

Les comtés mentionnés étaient :
- Le comté de Barcelone
- Le comté de Berga
- Le comté de Besalú
- Le comté de Cerdagne
- Le comté de Conflent
- Le comté d'Empúries
- Le comté de Gérone
- Le comté de Manresa
- Le comté d'Osona
- Le comté de Pallars
- Le comté de Ribagorza
- Le comté de Roussillon
- Le comté d'Urgell